# Merly Morello
Merly Dalia Morello Parada (Lima, 22 de enero de 2004) es una actriz, bailarina y celebridad de Internet peruana, reconocida principalmente por su papel estelar de Liliana «Lily» Guerra en la serie de televisión cómica De vuelta al barrio.

## Trayectoria

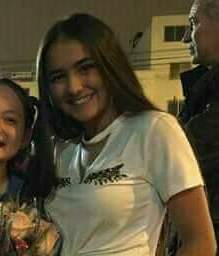
Morello en 2018.

En 2016, Morello debuta en la actuación a los doce años, participando en el elenco central de la obra de teatro Papito piernas largas compartiendo escena al lado de los actores Milett Figueroa, Kukuli Morante y Bernie Paz.[cita requerida]
Tras el éxito de su faceta como actriz, Morello se suma al reparto principal de la serie de televisión cómica peruana De vuelta al barrio en el año 2017, bajo el personaje de Liliana «Lily» Guerra, la hija de la profesora Ana Salas «Miss Anita» y enamorada de Pedrito Bravo. Con la ficción, Morello logra alcanzar a la fama, la cual se mantuvo en el coprotagónico y a la par, como el personaje soporte de la ficción hasta el capítulo final en el 2021.
A lo paralelo con la serie, Morello forma, junto a Brando Gallesi, Fabiana Valcárcel y Thiago Vernal, la efímera agrupación musical Quattro y lanzó el tema debut bajo el nombre de «Loco loco» en 2018.
Participó en la serie cómica web Atrapados: Divorcio en cuarentena en 2020, en el papel de Laura Martínez Perazzo, retomando el mismo rol en la segunda temporada de 2021.
Morello fue invitada por su compañero de reparto, el actor Samuel Sunderland, para protagonizar el cortometraje web Puñalada al lado de Fausto Molina en ese año, interpretando a Valeria, la enamorada de Juan Carlos. Tras el anuncio de la secuela de la cinta, no participó en la última secuela Engaño debido a su enfoque a sus posteriores proyectos actorales, siendo reemplazada por la actriz Fernanda Llanos en el protagónico.[cita requerida]
En el teatro, protagonizó la obra Alicia no es una maravilla al lado de Rossana Fernández-Maldonado y A la mierdx todxs en el año 2021.[cita requerida] Adicionalmente, fue protagonista del cortometraje  Olvido al año siguiente, compartiendo el rol con el actor juvenil Gabriel Rondón.
Morello tuvo unas participaciones especiales en los videoclips de los temas musicales «Escúchame mi amor», interpretado por el cantante de salsa Álvaro Rod, y «La peruana» del grupo musical cubano Combinación de La Habana.
En el año 2023, asume el protagónico de la película animada Una aventura gigante al lado de Gina Yangali, bajo el papel de Sophia, y debutó internacionalmente en el reparto principal de la película hispanoperuana Un retiro para enamorarse como Mónica, una joven lesbiana.
En el año 2024, fue protagonista de la película Vivo o muerto: el expediente García en el papel de Micaela, una enfermera quién descubre la causa de la muerte del exmandatario peruano Alan García.[cita requerida] En ese mismo año, participó en el elenco principal de la obra F*ck cáncer al lado de Anahí de Cárdenas.
Previo a ello, fue parte del reparto principal del musical Sirena con el personaje de Sabrina en 2023, una de las amigas de la protagonista Siena, interpretada por la actriz juvenil Mariagracia Mora.
En el año 2024, Morello se suma al reparto central de la telenovela Tu nombre y el mío bajo el papel de Natalia Montero, la hija de Marcial Montero y enamorada de Tavo Méndez, quien se desempeña como periodista. El personaje de la dicha ficción está inspirado en Terelú Chamorro, la amiga de juventud de la modelo y personalidad de televisión Andrea San Martín.

## Vida personal
Nació el 22 de enero de 2004 en la capital peruana Lima; bajo el nombre de Merly Dalia Morello Parada.
En sus primeros años, creció sin la presencia de su padre biológico, la razón de llevar el primer apellido de su madre Milena Morello, en el acta de nacimiento. Según en una entrevista para el portal Trome, afirma que su padre abandonó a su madre estando embarazada, con lo que logró su desaparición.
Llegando a la etapa de la adolescencia, comenzó a incursionarse como tenista, mientras estaba cursando el colegio; sin embargo, por motivos no aclarados, Morello optó con retirarse del deporte, además de atravesar los problemas económicos en su casa.
Recibió clases de baile en la academia D1, a cargo de la dirección de Vania Masías, para luego incluirse en el elenco de Preludio Asociación Cultural, junto a otros actores juveniles de su país.
En 2022, en plena emisión live de su cuenta en la red social TikTok, Morello declaró su bisexualidad tras relacionarse supuestamente con la actriz española Álex Béjar. Según en su entrevista para el canal de YouTube de Christopher Gianotti, afirmó que se había enamorado de una compañera de su clase cuando tenía cuatro años y todo terminó hasta que comenzaba a estudiar en un colegio religioso.

## Televisión

### Series y telenovelas
| Año       | Título                            | Rol                                    | Notas                  | Emisión               | Ref.             |
| --------- | --------------------------------- | -------------------------------------- | ---------------------- | --------------------- | ---------------- |
| 2017      | Ven, baila, quinceañera           | Una de las fanáticas de Rosy           | Rol recurrente         | América Televisión    | [cita requerida] |
| 2017-2021 | De vuelta al barrio               | Liliana Marisela Guerra Salas / «Lily» | Rol coprotagónico      | América Televisión    | [ 1 ] [ 23 ]     |
| 2020-2021 | Atrapados: Divorcio en cuarentena | Laura Martínez Perazzo                 | Rol principal          | Streaming por Netflix | [ 1 ]            |
| 2024      | Tu nombre y el mío                | Natalia Montero / Natalia Ayala        | Rol principal          | América Televisión    | [ 16 ]           |
| 2025      | Eres mi sangre                    | Catalina Navarro (joven)               | Participación especial | América Televisión    | [cita requerida] |

### Programas de televisión
| Año  | Título                           | Rol        | Notas                 | Emisión               | Ref.             |
| ---- | -------------------------------- | ---------- | --------------------- | --------------------- | ---------------- |
| 2019 | Mi mamá cocina mejor que la tuya | Ella misma | Participante invitada | América Televisión    | [cita requerida] |
| 2022 | Chapa tu money                   | Ella misma | Parte del elenco      | No Somos TV (YouTube) | [ 24 ]           |
| 2022 | Yo soy Gianotti                  | Ella misma | Invitada especial     | YouTube               | [ 23 ]           |

## Cine

### Películas
| Año  | Título                              | Rol                | Notas                            | Ref.             |
| ---- | ----------------------------------- | ------------------ | -------------------------------- | ---------------- |
| 2021 | Puñalada                            | Valeria            | Rol protagónico                  | [ 8 ]            |
| 2022 | No me digas solterona 2             | Profesora de baile | Rol recurrente                   | [cita requerida] |
| 2022 | Olvido                              |                    | Rol protagónico                  | [ 25 ] [ 10 ]    |
| 2023 | Una aventura gigante                | Sophia             | Rol protagónico (Voz en doblaje) | [ 26 ] [ 13 ]    |
| 2023 | Un retiro para enamorarse           | Mónica             | Rol coprotagónico                | [ 27 ] [ 28 ]    |
| 2023 | Prohibido salir                     | Macarena           | Rol principal                    | [cita requerida] |
| 2024 | Vivo o muerto: el expediente García | Micaela            | Rol coprotagónico                | [cita requerida] |
| 2024 | Olaya                               |                    | Rol central                      | [cita requerida] |

## Teatro

### Obras
| Año  | Título                     | Rol           | Notas                          | Ref.             |
| ---- | -------------------------- | ------------- | ------------------------------ | ---------------- |
| 2016 | Papito piernas largas      |               | Rol principal (Debut actoral)  | [ 1 ]            |
| 2020 | Alicia no es una maravilla | Alicia        | Rol protagónico                | [cita requerida] |
| 2021 | Toc Toc                    | Lili          | Rol principal                  | [ 29 ]           |
| 2021 | A la mierdx todxs          | Elisa         | Rol protagónico                | [ 30 ]           |
| 2022 | La guerra de los sexos     | Ella misma    | Rol principal                  | [ 31 ]           |
| 2023 | Despertar de primavera     | Sra. Bergmann | Rol principal Teatro: La Plaza | [ 32 ]           |
| 2023 | Sirena, el musical         | Sabrina       | Rol principal                  | [cita requerida] |
| 2024 | F*ck cáncer                |               | Rol principal                  | [ 14 ]           |

## Videoclips musicales
| Año  | Título              | Rol        | Notas                                                                               | Ref.             |
| ---- | ------------------- | ---------- | ----------------------------------------------------------------------------------- | ---------------- |
| 2022 | «Escúchame mi amor» | Ella misma | Participación especial (interpretado por Álvaro Rod)                                | [ 33 ]           |
| 2022 | «La peruana»        | Ella misma | Participación especial (interpretado por la banda musical Combinación de La Habana) | [ 12 ]           |
| 2022 | «Es por amor»       | Ella misma | Participación especial (interpretado por Facundo Oliva)                             | [ 34 ]           |
| 2024 | «Niñachay»          | Ella misma | Participación especial (interpretado por Orquesta Candela y William Luna)           | [cita requerida] |